# 赤江川
赤江川（あかえがわ）は、富山県富山市を流れる神通川水系いたち川の支流。延長は2.84 km。

## 特徴
常願寺川の水を水源としており、東から西へ流れていく。稲荷公園を横断した後、西に1 km進んだ辺りでいたち川と合流する。
流域の大半が富山県の市街地で流域人口は比較的多い。
赤江川両岸にある稲荷公園は工場跡地を利用して作られた遊具公園で、川沿いには親水広場があり、川遊びができる。

## 地質
川底には鉄分を含む赤土が広く分布している。赤江川の川名もこれに由来する。本流のいたち川と比べて水質が悪く、合流後のいたち川の水を濁している
鉄を含む地質は神通川と常願寺川の氾濫原に多く見られるもので、赤江川沿いにあるいなり鉱泉もかつては含鉄泉に分類される源泉を利用していた。現在も営業しているものでは、鯰温泉が同様の泉質である。

## 生態
下流部でトミヨやコイの生息が確認されている。

## 観光
- 稲荷公園
- いなり鉱泉 - 日帰り入浴と宿泊が可能